# Summerside
Summerside – miasto w Kanadzie, drugie co do wielkości miasto prowincji Wyspa Księcia Edwarda, stolica hrabstwa Prince, położone nad cieśniną Northumberland Strait. Prawa miejskie otrzymało 1 kwietnia 1887 roku.
Liczba mieszkańców Summerside wynosi 14 500. Język angielski jest językiem ojczystym dla 91,7%, francuski dla 6,0% mieszkańców (2006). W mieście znajduje się port lotniczy Summerside.